# Cypis
Cypis lub Cypis Solo oraz Cypisolo (dawniej Norman Price), właśc. Cyprian Kamil Racicki (ur. 7 października 1989 w Inowrocławiu) – polski wokalista, raper i producent muzyczny.

## Życiorys
Pochodzi z Inowrocławia. Swoje utwory zaczął publikować w Internecie w 2004 roku. Muzykę publikuje zarówno za pośrednictwem serwisu YouTube jak i w ramach wydawnictw fonograficznych. Był członkiem grup P.W.P. i WMO oraz Niedouczeni Wulgarności i duetu Wybitnie Wyjebani.
Szerszą rozpoznawalność przyniósł mu między innymi remix pt. „JBĆ PiS” pod melodię z utworu „Call on Me” Erica Prydza, który stał się nieoficjalnym hymnem Strajku Kobiet. Drugim utworem, który zapewnił Cypisowi szerszą zauważalność był utwór pt. „Gdzie jest biały węgorz (Zejście)”, który uplasował się na pierwszym miejscu na brytyjskim Spotify jako Top 50 Viral, a także numerem jeden Top 50 Viral Spotify w Chile i Ekwadorze. Piosenka posłużyła także za podkład do popularnego memu z TikToka znanego jako „Dancing Polish Cow”, a popularność memu sprawiła, że w 2021 roku, w sklepach na Tajwanie pojawiły się zabawki z wgraną piosenką Cypisa. Do jego przebojowych piosenek możemy zaliczyć m.in. tytuły „Impra jest tu”, „Jeszcze nie idziemy spać”, „Biała mewa”.
W 2017 roku jego single; „Mam moc”, „Kiedy ćpam – schizy mam”, „Stara szkoła wciągania”, „Ja się z tobą przeliżę”, „Świąt nie będzie”, „Biała mewa”, „Szósty dzień tygodnia”, „Impra jest tu”, „Po to masz...” i „Patolegejszyn” uzyskały certyfikaty platynowych płyt, natomiast singiel pt. „Pochłania mnie balanga” – złotą płytę.
W 2019 wystąpił gościnnie na płycie Nagłego Ataku Spawacza – Ulepiony świat w utworze „Biesiada”.
25 lutego 2022, dzień po rozpoczęciu przez Rosję inwazji na Ukrainę opublikował wulgarny utwór pt. „Putin”.
7 września 2022 opublikował nagrany wspólnie z politykiem i przedsiębiorcą Zbigniewem Stonogą antyrządowy utwór pt. „Arka Jarka”.
Począwszy od 2016 roku w okresie przed Bożym Narodzeniem nagrywa tzw. patologiczne kolędy.

## Charakterystyka twórczości
W swoich tekstach Cypis porusza temat imprez, zażywania narkotyków, picia alkoholu i seksu. Pojawiają się także utwory o tematyce społeczno-politycznej. W swojej twórczości używa wulgarnego języka. Tworzył też utwory poruszające tematykę depresji, samobójstwa i niespełnionej miłości (album Czas się wieszać).

## Walka freak show fight
Cypis debiutował w szeregach federacji Fame MMA podczas gali z numerem 6, kiedy to zawalczył z innym artystą muzycznym, z którym miał konflikt, Bartoszem „Qbikiem” Kubiakiem. Walka zakończyła się w nietuzinkowy sposób, ponieważ Cypis zakończył ją już w pierwszej rundzie przez poddanie techniką – duszenie zza pleców, nie zadając ani jednego ciosu podczas walki.

## Dyskografia

### Albumy
| Rok                                                     | Album                                                                                              | Pozycja na liście | Sprzedaż | Certyfikat |
| Rok                                                     | Album                                                                                              | POL               | Sprzedaż | Certyfikat |
| ------------------------------------------------------- | -------------------------------------------------------------------------------------------------- | ----------------- | -------- | ---------- |
| 2015                                                    | Narkotyki są nielegalne (jako Norman Price) - Data: 3 grudnia 2015                                 |                   |          |            |
| 2016                                                    | Patologiczne ścierwo (jako Norman Price) - Data: 3 lutego 2016                                     | –                 |          |            |
| 2016                                                    | Narkotykowy proceder (jako Norman Price) - Data: 1 kwietnia 2016                                   | –                 |          |            |
| 2017                                                    | Największe patologiczne hity (jako Cypis Solo) - Data: 30 czerwca 2017 - Wydawca: Cypis Production | –                 |          |            |
| 2018                                                    | Zemsta substancji psychoaktywnych (jako Cypisolo) - Data: 28 maja 2018 - Wydawca: Cypis Production |                   |          |            |
| 2020                                                    | Niedojebanie mózgowe trzeciego stopnia (jako Cypisolo) - Data: 14 grudnia 2020                     | –                 |          |            |
| 2021                                                    | Sytuacja społeczno-polityczna (jako Cypis Solo) - Data: 5 lipca 2021                               | –                 |          |            |
| 2022                                                    | Złodzieje, bandyci i hipokryci - Data: 8 grudnia 2022                                              | –                 |          |            |
| „–” oznacza, że album nie był notowany na danej liście. | |                   |          |            |

### Single i certyfikowane utwory
| Rok  | Tytuł                     | Certyfikat                 | Album                        |
| ---- | ------------------------- | -------------------------- | ---------------------------- |
| 2015 | „Kiedy ćpam – schizy mam” | - ZPAV: platynowa płyta    | Narkotyki są nielegalne      |
| 2015 | „Stara szkoła wciągania”  | - ZPAV: platynowa płyta    | Największe patologiczne hity |
| 2016 | „Pochłania mnie balanga”  | - ZPAV: złota płyta        | Największe patologiczne hity |
| 2016 | „Patologejszyn”           | - ZPAV: platynowa płyta    | Największe patologiczne hity |
| 2016 | „Po to masz...”           | - ZPAV: platynowa płyta    | Największe patologiczne hity |
| 2016 | „Mamy moc”                | - ZPAV: platynowa płyta    | Największe patologiczne hity |
| 2016 | „Ja się z tobą przeliżę”  | - ZPAV: platynowa płyta    | Największe patologiczne hity |
| 2016 | „Świąt nie będzie”        | - ZPAV: platynowa płyta    | Największe patologiczne hity |
| 2016 | „Biała mewa”              | - ZPAV: 2x platynowa płyta | Największe patologiczne hity |
| 2016 | „6 dzień tygodnia”        | - ZPAV: 4x platynowa płyta | Największe patologiczne hity |
| 2016 | „Impra jest tu”           | - ZPAV: 4x platynowa płyta | Największe patologiczne hity |